# Bahnhof St. Thomas Mount

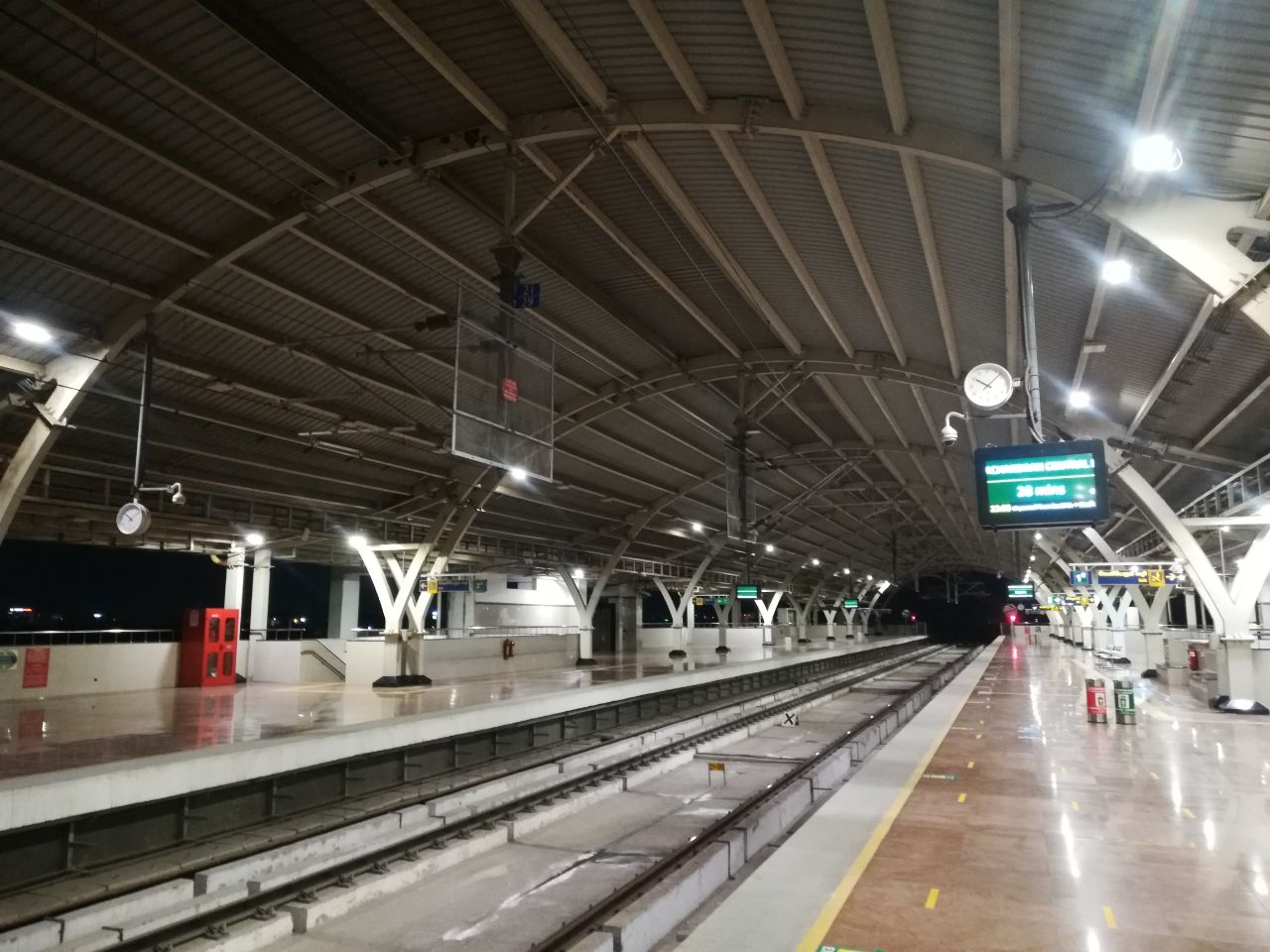
Bahnhof St. Thomas Mount (2022)

Der Bahnhof St. Thomas Mount (Tamil: பரங்கிமலை) ist ein Bahnhof in der indischen Stadt Chennai. Er ist ein Knotenpunkt der Chennaier Vorortbahn und der Metro Chennai. Eine Anbindung an die Hochbahn Chennai Mass Rapid Transit System (MRTS) ist ebenfalls in Bau. Der Bahnhof St. Thomas Mount befindet sich im Süden Chennais rund 1,2 Kilometer Luftlinie südlich des namensgebenden St. Thomas Mount.

## Bahnhof
Der Bahnhof St. Thomas Mount wird von der südlichen Linie der Chennaier Vorortbahn (Chennai Beach – Chengalpattu) bedient. Fernzüge von Chennai nach Süden passieren den Bahnhof ohne Halt.

## Metro- und MRTS-Station
Direkt neben dem Bahnhof für die Vorortzüge befindet sich der gemeinsame Bahnhof der Metro Chennai und der Hochbahn Mass Rapid Transit System Chennai. Es ist der Endpunkt der Grünen Linie der Metro Chennai sowie der geplante Endpunkt der MRTS. Die Station ist als Turmbahnhof konzipiert und besitzt vier Ebenen. In der obersten Ebene halten die Züge der Metro-Chennai. Die Ebene darunter ist für die Mass Rapid Transit System Chennai-Züge vorgesehen. Darunter befindet sich ein Verteilergeschoss, von dem aus eine Fußgängerüberführung zu dem ebenerdig gelegenen Bahnhof der Vorortzüge führt. Die Anbindung an die Hochbahn Mass Rapid Transit System Chennai hat sich dagegen wegen eines Streits um den Erwerb von Grundstücken, die für die letzten 500 Meter der Strecke benötigt werden, erheblich verzögert.